# Volksbank Delitzsch
Die Volksbank Delitzsch eG ist eine Genossenschaftsbank mit Sitz in der sächsischen Stadt Delitzsch im Landkreis Nordsachsen.

## Geschichte
Die heutige Volksbank Delitzsch eG wurde am 10. Mai 1850 als Genossenschaftsbank in Delitzsch gegründet und fusionierte letztmals im Jahr 2000 mit der Raiffeisenbank eG Bad Düben-Eilenburg mit dem Sitz in Bad Düben. Bereits zuvor fusionierte sie 1991 mit der ebenfalls in Delitzsch ansässigen Raiffeisenbank Delitzsch e.G. Im Jahr 1973 kam es zu einer Fusion der damals als Bank für Handel und Gewerbe Delitzsch eGmbH firmierenden Bank mit der Bank für Handel und Gewerbe Eilenburg eGmbH mit dem Sitz in Eilenburg.

## Rechtsverhältnisse
Die Volksbank Delitzsch eG ist im Genossenschaftsregister beim Amtsgericht Leipzig unter GnR 222 eingetragen.

## Organisationsstruktur
Rechtsgrundlagen sind das Genossenschaftsgesetz und die durch die Vertreterversammlung beschlossene Satzung. Organe der Bank sind der Vorstand, der Aufsichtsrat und die Vertreterversammlung.

## Sicherungseinrichtung
Die Volksbank Delitzsch eG ist der amtlich anerkannten Sicherungseinrichtung des Bundesverbandes der Deutschen Volksbanken und Raiffeisenbanken GmbH und der zusätzlichen freiwilligen Sicherungseinrichtung des Bundesverbandes der Deutschen Volksbanken und Raiffeisenbanken e.V. angeschlossen.

## Geschäftsausrichtung
Die Volksbank Delitzsch eG betreibt das Universalbankgeschäft. Im Verbundgeschäft arbeitet sie mit der DZ Bank, R+V Versicherung, Bausparkasse Schwäbisch Hall, Teambank, VR Leasing, DZ Hyp und der Union Investment zusammen.

## Geschäftsgebiet
Das Geschäftsgebiet liegt im Westen des Landkreises Nordsachsen.
An diesen Orten betreibt die Bank Filialen:
- Delitzsch (Hauptstelle, jur. Sitz)
- Bad Düben (Geschäftsstelle)
- Eilenburg (1 Geschäftsstelle + 1 SB-Geschäftsstelle)